# رزا برژس
رُزا برژِس کُما (کاتالونیایی: Rosa Vergés Coma؛ زادهٔ ۲۲ فوریه ۱۹۵۵) کارگردان فیلم و فیلم‌نامه‌نویس اهل اسپانیا است. وی دانش‌آموختهٔ رشتهٔ مطالعات تاریخ هنر در دانشگاه بارسلونا و دانشگاه پاریس است. وی در سال ۱۹۹۰ برندهٔ جایزۀ گویای بهترین کارگردان جدید شد.